# Романенко, Владимир Иванович
Владимир Иванович Романенко (род. 3 февраля 1945 года, Новороссийск, РСФСР, СССР) — советский и российский военачальник и общественный деятель. Начальник Береговых войск и морской пехоты ВМФ России (1995—1996), начальник Береговых войск и морской пехоты Черноморского флота ВМФ СССР и России (1986—1995), первый заместитель командующего Береговыми войсками и морской пехотой Тихоокеанского флота (1985—1986 гг.), кандидат политических наук. Генерал-майор.

## Биография

### Происхождение
После рождения 3 февраля 1945 года в городе Новороссийске сына, которому дали имя Владимир, родители вернулись в родной Севастополь. Дед Казимир Комякевич был артиллеристом на броненосце Черноморского флота «Ростислав» и дослужился до звания кондуктор. Оставив военную службу в 1912 году получил от царя две десятины земли в Севастополе под Малаховым курганом, где прошло детство Владимира. Отец подполковник Иван Романенко проходил службу на Черноморском флоте с 1925 по 1956 годы. Во время Великой Отечественной войны командовал отрядом десанта, прикрывающим отход основных сил при обороне Одессы. Покидал Одессу на одном из последних торпедных катеров. Затем воевал в составе Азовской флотилии, участвовал в обороне и освобождении Новороссийска. Был командиром флотского полуэкипажа в Фальшивом Геленджике, где готовились морские десанты на Малую землю и Эльтиген.

### Образование
В 1963 году после получения среднего образования в школе № 41 города Севастополя Владимир Романенко поступил в Черноморское высшее военно-морское ордена Красной Звезды училище имени П. С. Нахимова. Во время обучения входил в состав команды училища по водному полу, которая стала сильнейшей в Вооруженных силах СССР в 1967 году. Тренером команды являлся заслуженный тренер СССР, капитан 2-го ранга Анатолий Махорин. В течение 1963—1964 годов он подготовил сборную ватерполистов, которая через год стала выступать на чемпионате Советского Союза в классе «Б». На тот момент команда являлась единственной студенческой командой в СССР, способной на одном уровне выступать с известными мастерами в чемпионате страны. В 1967 году под руководством Анатолия Махорина команда Черноморского высшего военно-морского училища по водному полу в составе курсантов Валерия Иванова, Владимира Бобкина, Владимира Романенко, Виктора Волкова, Виктора Лушникова, Николая Миронова, братьев Владимира и Эдуарда Афанасьевых и Валерия и Александра Марченко завоевала первенство и стала чемпионом высших военно-морских учебных заведений СССР.
По окончании училища в 1968 году лейтенант Романенко В. И. получил специальность «ракетно-артиллерийское вооружение» и был распределён для службы на Дальний Восток.

### Военная служба
Службу начал лейтенантом на артиллерийской батарее Тихоокеанского флота на острове Сахалин. В 1970 году был назначен командиром вновь сформированной артиллерийской батареи, которая в полном составе была высажена на остров Итуруп Курильской гряды. Под руководством комбата Романенко В. И. был успешно освоен новый район дислокации и боевого применения, неоднократно осуществлены артиллерийские стрельбы в рамках боевой подготовки и общефлотских учений
В 1972 году был направлен в качестве военного советника в Сомали. На протяжении двух лет обучал военному делу и инструктировал высшее руководство страны и личный состав военно-морского флота Сомали. Исполнял обязанности военного атташе и полномочного представителя СССР в порту Бербера, в Аденском заливе. По завершении миссии в 1974 году был отмечен правительственной наградой за образцовое исполнение возложенных обязанностей.
С 1974 по 1982 годы последовательно командовал ракетным дивизионом, был начальником штаба полка, командиром полка, заместителем начальника береговых ракетно-артиллерийских войск ТОФ. С 1985 по 1986 годы — первый заместитель Командующего Береговыми войсками ТОФ. В этот период в ходе учений руководил крупными десантными операциями с высадкой морских десантов в составе 55-й дивизии морской пехоты Тихоокеанского флота на о. Сахалин, о. Итуруп, в Приморье.
Полковник Романенко В. И. поступил в Военно-морскую академию имени Маршала Советского Союза А. А. Гречко в 1982 году и закончил её в 1984 году по специальности «командная». В 1986 году был назначен Начальником береговых войск и морской пехоты Черноморского флота. Под его руководством подразделения и части береговых войск и морской пехоты приняли участие в масштабных учениях Вооруженных сил СССР в 1988 году.
В ходе этих командно-штабных учений «Осень-88» начальник береговых войск и морской пехоты ЧФ полковник Романенко В. И. подготовил и осуществил высадку морского десанта в районе пос. Григорьевка под Одессой. Черноморский флот задействовал практически весь состав сил и средств, чтобы по всем военно-морским правилам высадить десант. Оборону держали подразделения Одесского военного округа. Это был самый крупный морской десант, высаженный на учениях в Советском Союзе после Великой Отечественной войны. В августе 1989 года руководил высадкой аналогичного морского десанта в период показа выучки Вооружённых сил СССР Горбачёву М. С.
В августе 1991 года во время ГКЧП генерал-майор Романенко В. И. руководил действиями всех силовых структур на аэродроме Бельбек под Севастополем, обеспечивал задачи по охране и контролю ситуации на аэродроме Бельбек, встрече и сопровождению прилетающих делегаций, а также отлёту Президента СССР Горбачёва М. С. в Москву.
В период раздела Черноморского флота 1991—1995 годов, морская пехота под его командованием явилась надежным инструментом командующих Черноморским флотом адмирала И. В. Касатонова и адмирала Э. Д. Балтина по сохранению флота в составе Вооруженных Сил России.
В 1993—1995 годах успешно руководил боевыми операциями морской пехоты флота в Абхазии и Грузии, за что неоднократно был поощрен командованием.
В 1995—1996 годах командуя Береговыми войсками и морской пехотой ВМФ России, успешно завершил вывод частей морской пехоты ВМФ из первой Чеченской кампании.

## Награды
Награждён орденами Красной Звезды (1982), «За службу Родине в Вооружённых Силах СССР» III степени (1989), 17 медалями, а также орденом Святого благоверного князя Даниила Московского (РПЦ).
- Медаль «За освобождение Крыма и Севастополя» (17 марта 2014) — за личный вклад в дело по возвращению Крыма в Россию[10].

## Общественная деятельность
После завершения военной службы, с февраля 1997 года по апрель 2008 года, работал в Институте стран СНГ первым заместителем Директора Института. За этот период была проделана большая работа по поддержке соотечественников за рубежом, созданию и обновлению законодательной базы РФ, решению практических вопросов отстаивания интересов России в странах СНГ.
С начало 2000 Владимир Иванович стал читать лекции для слушателей в Дипломатической Академии МИД России, а также вести научную работу в Институте актуальных и международных проблем Дипломатической Академии МИД России, где в 2009 году защитил диссертацию по проблематике черноморского региона в контексте российской национальной безопасности и стал кандидатом политических наук.
С октября 2013 работает в должности заместителя председателя Общероссийской общественной организации ветеранов «Российский союз ветеранов».
9 мая 2014 года в составе делегации Российского союза ветеранов принял участие в праздновании Дня Победы и 70-летия освобождения Севастополя от немецко-фашистских захватчиков.

## Семья
- Жена — Романенко Людмила Ивановна, учитель истории и обществознания, высшая квалификационная категория, почетный работник общего образования Российской Федерации[11] — дочь подполковника  Козовника Ивана Григорьевича, который 22 июня 1941 года в 3 часа 14 минут, командуя 74-й зенитно-артиллерийской батарей 61-го зенитно-артиллерийского полка Черноморского флота в Севастополе, первым[12] в Советском Союзе открыл огонь по фашистским самолётам[13]. Боевой путь Ивана Григорьевича включает оборону Севастополя, Новороссийска, освобождение Кавказа, Крыма и Севастополя.
- Две родные сестры — Попова Тамара Аркадьевна и Романенко Ольга Ивановна, обе получили медицинское образование и стали врачами.
- Два сына — Романенко Игорь Владимирович 1966 г. р., Романенко Андрей Владимирович 1976 г. р.
- Пятеро внуков — Владимир, Владислав, Игорь, Иван и Дмитрий.
- Старший внук Владимир продолжает семейную военную традицию.

## Научная деятельность
Тема диссертации: «Новое геополитическое пространство черноморского региона в контексте российской национальной безопасности: политологический анализ».